# Katie McLaughlin

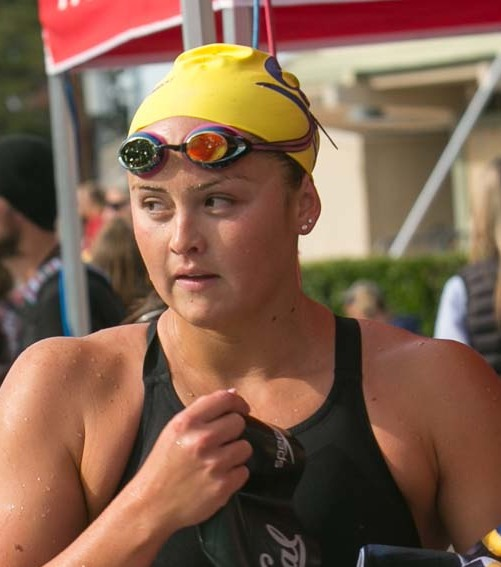
Katie McLaughlin 2018 in Santa Clara

Kathryn „Katie“ McLaughlin (* 9. Juli 1997 in Dana Point, Kalifornien) ist eine ehemalige Schwimmerin aus den Vereinigten Staaten. Sie gewann bei Olympischen Spielen eine Silbermedaille, bei Weltmeisterschaften erschwamm sie dreimal Gold und zweimal Silber.

## Sportliche Karriere

### Die frühen Jahre mit dem Weltmeistertitel 2015
Katie McLaughlin begann schon früh bei den Mission Viejo Nadadores. Sie studierte an der University of California, Berkeley und schwamm für deren Sportteam, die Golden Bears. Nach ihrer Graduierung 2019 war sie als Profi bei den Califonia Aquatics. Bei den Juniorenweltmeisterschaften 2013 siegte sie mit der 4-mal-200-Meter-Freistilstaffel und über 200 Meter Schmetterling. Hinzu kamen Bronzemedaillen mit der 4-mal-100-Meter-Freistilstaffel und mit der 4-mal-100-Meter-Lagenstaffel, wobei sie in der Lagenstaffel nur im Vorlauf eingesetzt worden war.
2014 trat McLaughlin bei den Pan Pacific Swimming Championships in Gold Coast an. Über 200 Meter Schmetterling wurde sie Dritte hinter ihrer Landsfrau Cammile Adams und der Japanerin Natsumi Hoshi, wobei McLaughlin vier Zehntelsekunden nach der Japanerin anschlug. Über 100 Meter Schmetterling wurde McLaughlin Siebte im Vorlauf, es kamen aber auf jeder Strecke nur die besten beiden aus den USA ins Finale.
Im Jahr darauf bei den Weltmeisterschaften 2015 in Kasan wurde die 4-mal-100-Meter-Mixed Lagenstaffel der Vereinigten Staaten mit Ryan Murphy, Kevin Cordes, Katie McLaughlin und Margo Geer Zweite hinter dem britischen Quartett. Kendyl Stewart und Lia Neal erhielt für ihren Vorlaufeinsatz ebenfalls eine Silbermedaille. Über 200 Meter Schmetterling erreichte McLaughlin das Finale und schlug als Sechste an. In der 4-mal-200-Meter-Freistilstaffel waren Shannon Vreeland, Chelsea Chenault, Cierra Runge und Leah Smith im Vorlauf die zweitbeste Staffel hinter den Italienerinnen. Im Finale waren Missy Franklin, Leah Smith, Katie McLaughlin und Katie Ledecky sieben Sekunden schneller als die Vorlaufstaffel und gewannen mit über drei Sekunden Vorsprung auf die Italienerinnen.
2016 konnte sich McLaughlin nicht für die Olympiamannschaft qualifizieren.

### Die späten Jahre mit den WM-Medaillen 2019 und Olympiasilber in Tokio
2017 bei der Universiade in Taipeh wurde McLaughlin Achte über 50 Meter Schmetterling und Fünfte über 100 Meter Schmetterling. Mit der 4-mal-200-Meter-Freistilstaffel erschwamm sie die Silbermedaille. Hinzu kamen Silber mit der Lagenstaffel und Bronze mit der 4-mal-100-Meter-Freistilstaffel, bei denen McLaughlin jeweils im Vorlauf angetreten war. 2018 bei den Pan Pacific Championships in Tokio wurde die 4-mal-200-Meter-Freistilstaffel mit Allison Schmitt, Leah Smith, Katie McLaughlin und Katie Ledecky Zweite hinter den Australierinnen. Über 100 Meter Schmetterling und über 200 Meter Freistil konnte sie trotz guter Vorlaufleistungen nicht im Finale starten, da wieder nur die beiden besten Schwimmerinnen jeder Nation in den Endlauf kamen.
Im Jahr darauf bei den Weltmeisterschaften in Gwangju erreichte die 4-mal-100-Meter-Mixed-Freistilstaffel mit Blake Pieroni, Nathan Adrian, Katie McLaughlin und Abbey Weitzeil die schnellste Zeit. Im Finale gewannen Caeleb Dressel, Zach Apple, Mallory Comerford und Simone Manuel mit neuem Weltrekord von 3:19,40 Minuten. Über 100 Meter Schmetterling verfehlte McLaughlin als Neunte des Halbfinales den Finaleinzug um 0,14 Sekunden. Die 4-mal-200-Meter-Freistilstaffel schwamm mit Leah Smith, Melanie Margalis, Gabby DeLoof und Allison Schmitt die zweitbeste Vorlaufzeit. Im Finale waren Simone Manuel, Katie Ledecky, Melanie Margalis und Katie McLaughlin fast zehn Sekunden schneller als die Vorlaufstaffel und schlugen als Zweite hinter der australischen Weltrekordstaffel an. In der 4-mal-100-Meter-Lagenstaffel schwammen im Vorlauf Olivia Smoliga, Melanie Margalis, Katie McLaughlin und Mallory Comerford die schnellste Zeit. Im Finale siegten Regan Smith, Lilly King, Kelsi Dahlia und Simone Manuel mit neuem Weltrekord und waren dabei fünf Sekunden schneller als die Vorlaufstaffel.
Bei den erst 2021 ausgetragenen Olympischen Spielen in Tokio schwamm die 4-mal-200-Meter-Freistilstaffel mit Bella Sims, Paige Madden, Katie McLaughlin und Brooke Forde die hinter den Australierinnen zweitschnellste Vorlaufzeit. Im Finale unterboten Allison Schmitt, Paige Madden, Katie McLaughlin und Katie Ledecky die Vorlaufzeit um fast sieben Sekunden. Es gewannen die Chinesinnen mit vier Zehntelsekunden vor dem US-Quartett, 0,56 Sekunden dahinter wurde die australische Staffel Dritte. Alle sechs beteiligten Schwimmerinnen aus den Vereinigten Staaten erhielten eine Silbermedaille.